# Yves De Koninck
Pour les articles homonymes, voir Koninck.
Yves De Koninck est un neurobiologiste québécois (Canada). Il est professeur de Psychiatrie et Neuroscience à l'Université Laval et Professeur adjoint de Pharmacologie et thérapeutique à l'Université McGill.

## Biographie
Il naît aux États-Unis mais grandit à Québec au sein d'une famille d'universitaires réputés: il est le fils du philosophe Thomas De Koninck et le neveu du psychologue Joseph De Koninck et du mathématicien Jean-Marie De Koninck.  Il a deux frères, Paul De Koninck est un neurobiologiste et professeur de Biochimie, Microbiologie et Bio-Informatique à l'Université Laval  et Marc De Koninck, travailleur social et organisateur communautaire. 
Il étudie la biologie à l'Université Laval puis obtient un doctorat de neuroscience à l'Université McGill.  Il fait un stage post-doctoral aux États-Unis à l'Université Stanford, puis au University of Texas Southwestern Medical Center.  Il devient ensuite professeur adjoint à l'Université McGill, au département de pharmacologie et thérapeutique, puis retourne à Québec se joindre à l'Institut universitaire de santé mentale de Québec et au Centre d'optique, photonique et laser de l'Université Laval.  Il est professeur titulaire au département de psychiatrie et neurosciences de l'Université Laval depuis 2005.
En 2005, il découvre, en collaboration avec Michael Salter, l'implication de la protéine « facteur neurotrophique dérivé du cerveau » dans la douleur chronique; cette découverte est considérée comme un fait marquant de l'histoire de la recherche canadienne en santé par l'Institut de recherche en santé du Canada. En 2011, il est le coauteur d'un article d'optogénétique publié dans la revue Nature Methods dans lequel il expose ses recherches sur une microsonde basée sur une optrode permettant de lire et de contrôler des neurones individuels dans un système nerveux vivant,.  Cette découverte est désignée parmi les dix plus importantes découvertes scientifiques en 2011 au Québec par Québec Science, ce qui lui vaut d'être retenu comme Lauréat Le Soleil-Radio-Canada en février 2012,,.
En 2011-2012, il est le président de l'Association Canadienne des Neurosciences. Il est également à cette même époque directeur du Réseau québécois de recherche sur la douleur,.

### Postes
- Directeur du Centre de recherche CERVO [12]
- Directeur et fondateur du Centre de Neurophotonique[13]
- Chaire de recherche du Canada sur la douleur chronique et les troubles cérébraux associés [14]
- Co-directeur scientifique de Sentinelle Nord [15]

## Prix et distinctions
- 2022  Lauréat du Prix Wilder-Penfield, Prix du Québec
- 2020 Prix «Award for Education in Neuroscience», Society for Neuroscience [16]
- 2019 Prix Emily M. Gray, Biophysical Society[17]
- 2018 Prix Brockhouse du Canada pour la recherche interdisciplinaire en sciences et en génie [18]
- 2017 Prix de la carrière distinguée, Société canadienne de la douleur [19]
- 2016 Chaire de recherche du Canada sur la douleur chronique et les troubles cérébraux associés [14]
- 2015 Doctorat honoris causa de l'Université de Montréal [20]
- 2015 Membre de la Société royale du Canada
- 2013 Lauréat du Prix Jacques-Rousseau de l'ACFAS 2013, pour des travaux de nature multidisciplinaire
- 2013 Membre de l'Académie canadienne des sciences médicales [21]
- 2013 Auteur de l'une des 10 découvertes de l'année, Magazine Québec Sciences [22]
- 2013 Personnalité de la semaine - La Presse [23]
- 2013 Molecular Pain Award, Association for the Study of Neurons and Diseases [24]
- 2012 Personnalité de la semaine, Le Soleil / Radio-Canada [25]
- 2011 Coauteur de l'une des dix découvertes scientifiques de l'année 2011 au Québec selon le magazine Québec Science[26]
- 2004 Coauteur de l'une des dix découvertes scientifiques de l'année 2004 au Québec selon le magazine Québec Science[27].
- 2001 Early Career Investigator Award, Canadian Pain Society [28]